# Arthur Lavington
Arthur Edgar Lavington (1917 - Kirk Michael, 6 juni 1969) was een Brits motorcoureur. 
Arthur Lavington was een amateurcoureur. Hij werkte aanvankelijk als monteur en voorman in de werkplaats voor L. Stevens in Londen, een van de grootste Velocette-dealers in het Verenigd Koninkrijk. Later begon hij zijn eigen werkplaats in Earlsfield (Londen), die hij later verhuisde naar de Londense wijk Tooting. Ook Arthur werd dealer voor Velocette. Voor zijn hobby begon hij zo veel mogelijk nieuwe en gebruikte onderdelen voor de Velocette KTT Mk VIII te verzamelen. Die machine dateerde feitelijk uit 1948 en Arthur Lavington was de laatste coureur die er nog mee aantrad tijdens de TT van Man. Hij had een contract met de Londense Metropolitan Police voor het onderhoud van de Velocette LE's. Daar kon hij zwart wat bijverdienden aan reparaties van politiemotoren van agenten die niet aan hun chef durfden te vertellen dat ze schade hadden gereden. Die Velocette LE's zette hij in de weekenden in in lange-afstandswedstrijden en ook in zeer lange races van Londen naar Wales. Daarvoor paste hij de LE soms aan met een extra spatbord om schokdempers te kunnen monteren en voor de montage van een voorvork van de Velocette Venom. Samen met zijn tweede vrouw Brenda organiseerde hij zelf ook wedstrijden. 
Op circuits racete hij zelden, maar hij was een groot fan van de TT van Man, waar hij met zijn Velocette KTT Mk VIII vijftien keer aan deelnam. Tijdens de training van de TT van 1969 reed hij een nieuwe ketting in, toen hij ter hoogte van Alpine Cottage werd aangereden door een andere coureur. Lavington raakte een muur en liep ernstig hersenletsel op, dat hij niet meer te boven kwam. Hij liet drie kinderen achter van zijn eerste vrouw Margaret: Raymond, Sandra en Stephen (overleden in 2011). Van zijn weduwe Brenda was hij inmiddels gescheiden, maar omdat hij geen testament had gemaakt erfde zij de zaak, die niet veel later werd verkocht. 
Arthur Lavington werd gecremeerd en zijn as werd verstrooid op de Snaefell Mountain Course op het eiland Man. 